# Symphytum ×uplandicum
Bastaardsmeerwortel (Symphytum ×uplandicum) is een vaste plant uit de ruwbladigenfamilie (Boraginaceae). Het betreft de kruising van gewone smeerwortel (Symphytum officinale) en ruwe smeerwortel (Symphytum asperum). 
De plant wordt 50 tot 180 cm hoog. De bovenste stengelbladeren zijn zittend en kort aflopend, of kort stengelomvattend. De bloeitijd is van juni tot september. Meestal zijn de bloemen paars of blauw. De haren op de kelk zijn variabel van vorm.
Deze kruising is sporadisch in Nederland en België te vinden op open, voedselrijke grond. Verder komt ze in heel Europa voor. Deze bastaard kan terugkruisen met beide ouders, waardoor er vele tussenvormen voorkomen.